# Qūrt Qīyeh Sī
Qūrt Qīyeh Sī (persiska: قورت قیه سی) är en ort i Iran.   Den ligger i provinsen Östazarbaijan, i den nordvästra delen av landet, 400 km väster om huvudstaden Teheran. Qūrt Qīyeh Sī ligger 1 911 meter över havet och antalet invånare är 125.
Terrängen runt Qūrt Qīyeh Sī är kuperad österut, men västerut är den platt.Runt Qūrt Qīyeh Sī är det ganska glesbefolkat, med 22 invånare per kvadratkilometer. Närmaste större samhälle är Īmeshjeh, 9,8 km öster om Qūrt Qīyeh Sī. Trakten runt Qūrt Qīyeh Sī består i huvudsak av gräsmarker.